# 고르곤촐라

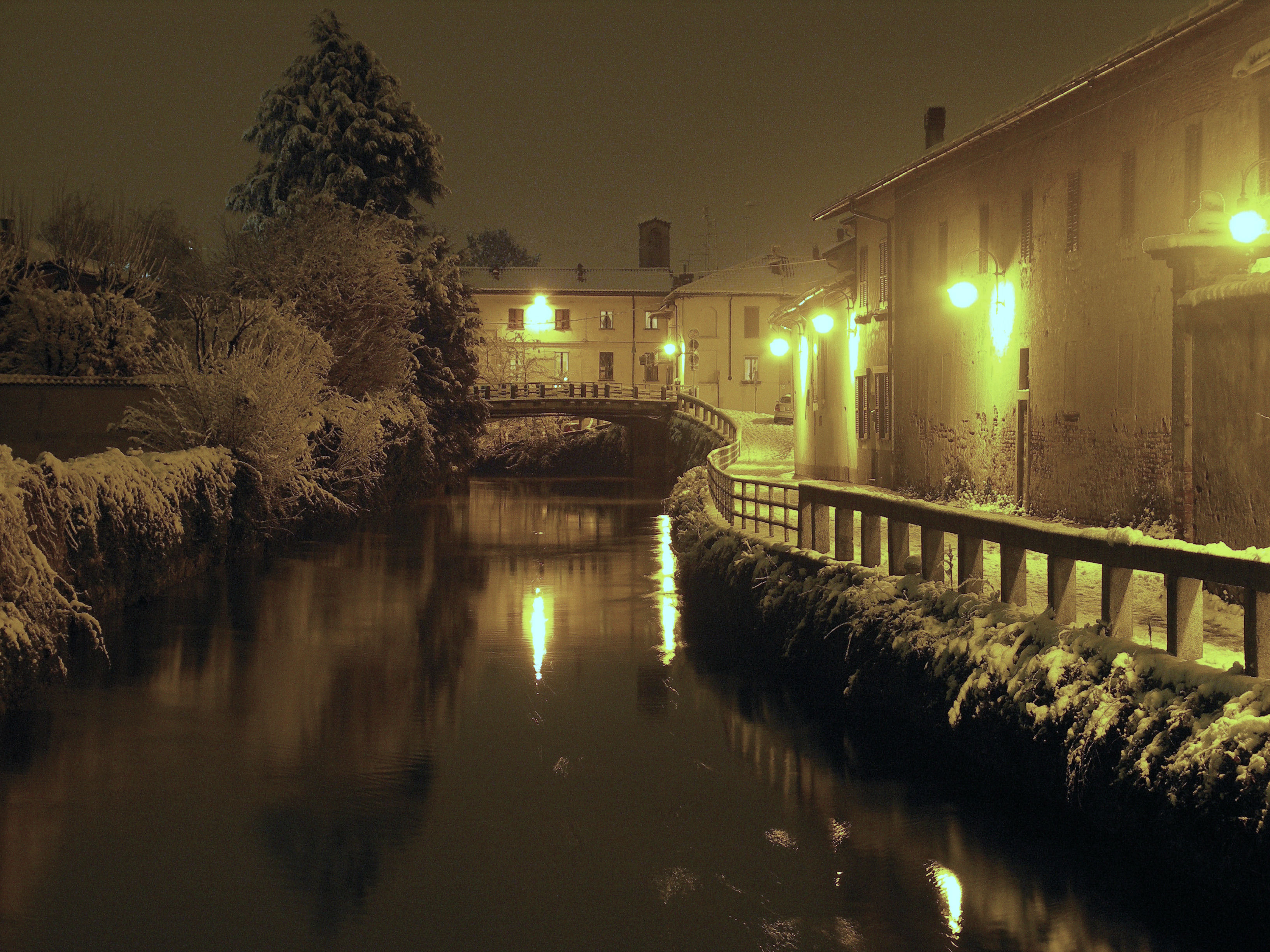

고르곤촐라(이탈리아어: Gorgonzola)는 이탈리아 롬바르디아주에 위치한 코무네로 고르곤졸라 치즈의 어원이 된 지역이다.